# Laika della Jacuzia

Areale della Laika della Jacuzia

La Laika della Jacuzia (in russo: Якутская лайка) o Reindeer Herding Laika o Olenegonka è una razza di cani da lavoro originaria della costa artica della Repubblica di Sakha (Jacuzia). L'habitat principale sono gli estuari di Kolyma, Indigirka, Jana e Lena. 
Questo cane è usato comunemente come cane da pastore di renne (olenegonka), cane da caccia e cane da slitta. Nel settembre 2019, la Fédération Cynologique Internationale (FCI) ha ufficialmente accettato la razza.

## Storia

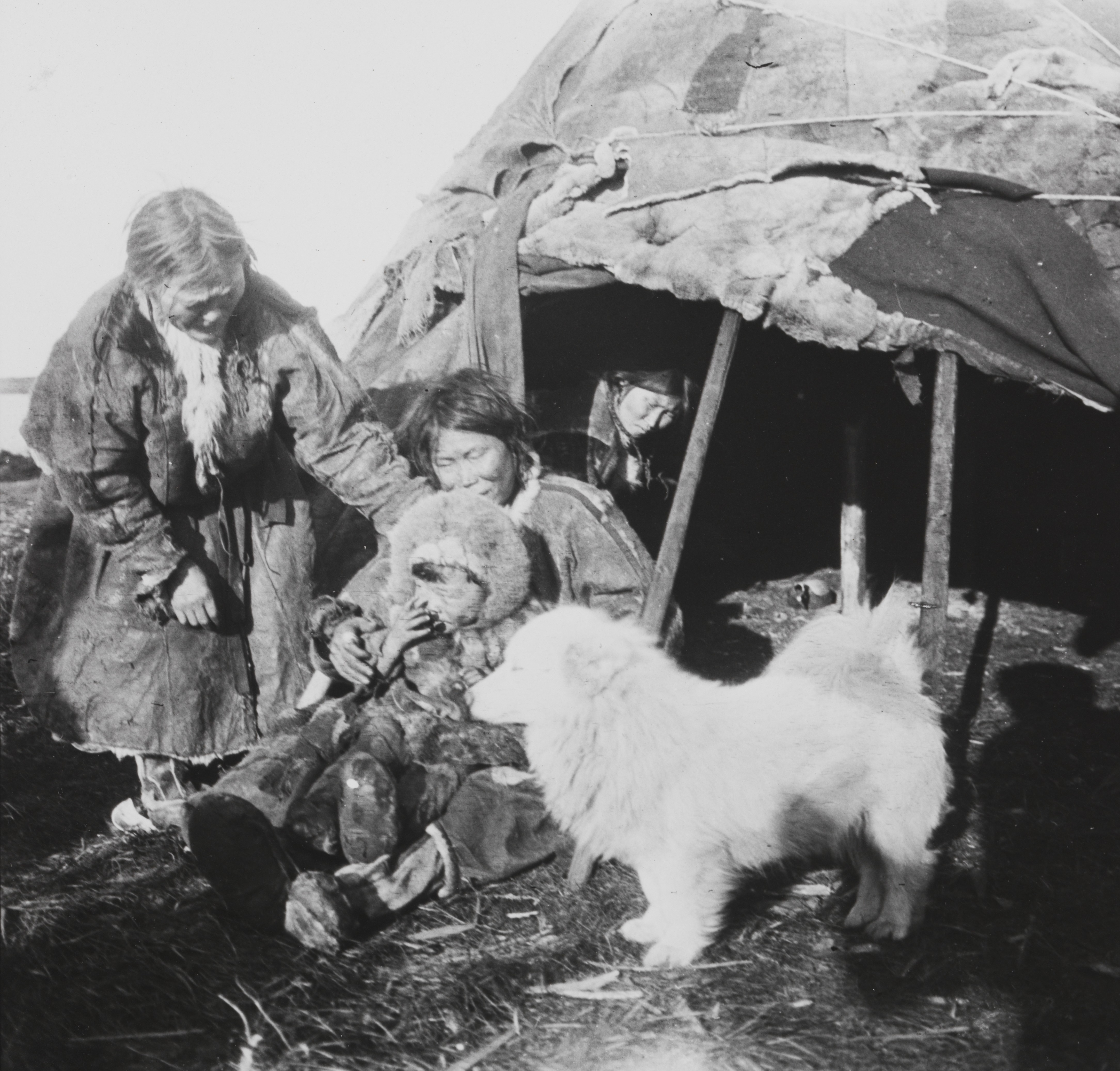
Donne samoiedo con un cane tipo spitz. È una delle immagini storiche del viaggio di Nansen in Siberia nel periodo dal 2 agosto al 26 ottobre 1913.

Le origini della razza vanno cercate in circa ottomila anni fa nella vastità della Jacuzia, come confermato da resti archeologici di animali e disegni. 
I primi disegni raffiguranti lo Yakut Laika apparvero nel 1600; si presume che i cani Yakut siano gli antenati degli husky.
La prima descrizione risale al 1896 da parte del cinofilo russo Vlatslav Seroshevskij; egli descrisse un cane utilizzato dagli allevatori nomadi di renne come un tipo di "cane da slitta polare": lo Yakutian Sled Dog. Altri studiosi della razza sono stati: V.I. Iokhol'son 1902, M.G. Dmitrieva-Sulima 1911, I.I. Vakhrushev 1945 e A.V. Geyts 1960.
Questa razza, oggi ritenuta essere la progenitrice della razza Samoiedo, era allevata dal gruppo etnico samoiedo del popolo indigeno degli Jakuti, originario della Russia artica settentrionale nell'estremo nord russo, il primo popolo conosciuto che abbia mai usato i cani per tirare le slitte.
La razza si era quasi estinta all'inizio del 1900. Fino al 1970 la razza veniva trascurata e ibridata con altri cani. Solo nel 2004 la razza Yakutian Laika è stata riconosciuta dalla Federazione Cinologica Russa.

## Caratteristiche
Cane poco adatto alla guardia, mentre è un ottimo cane conduttore di renne utilizzato nell'Europa nord-orientale e nella Siberia occidentale, veniva impiegato soprattutto nel trasporto di cose e persone come cane da slitta.
È un lavoratore instancabile anche nelle condizioni ambientali più critiche. Il laika della Jacuzia è un cane forte di taglia media. Ha peli lunghi e folti abbastanza caldi da sopportare i freddi inverni artici. È un cane molto attivo, giocherellone e curioso. È amichevole, reattivo e non aggressivo. Usato soprattutto nell'utilizzo per la caccia di foche, volpi polari, orsi, cinghiali e persino oche.
Durante la caccia il cane Laika trova la selvaggina, la insegue fin sull'albero o gli impedisce di scappare e abbaia finché il cacciatore non può avvicinarsi per abbattere la preda.
Vi è un'ampia varietà di colori e segni, ma molto spesso è bianco e nero o bianco pieno. Può anche essere bianco con macchie, tricolore, marrone e grigio. Il monocolore nero solido non è consentito.
Rispetto all'husky siberiano il laika della Jacuzia ha il pelo più lungo e abbaiano più spesso e più forte in caso di pericolo o quando inseguono una preda.